# Геллендорн
Геллендорн (нід. Hellendoorn, нід. вимова: [ˌɦɛlə(n)ˈdoːr(ə)n] ( прослухати)) — село і муніципалітет у Нідерландах, у провінції Оверейсел.

## Населені пункти муніципалітету
Міста
- Нейвердал

Села
- Гарле
- Геллендорн
- Дарле
- Дарлервен

Селища
- Егеде

## Топографія
Нідерландська топографічна карта муніципалітету Геллендорн, червень 2015 року

## Галерея

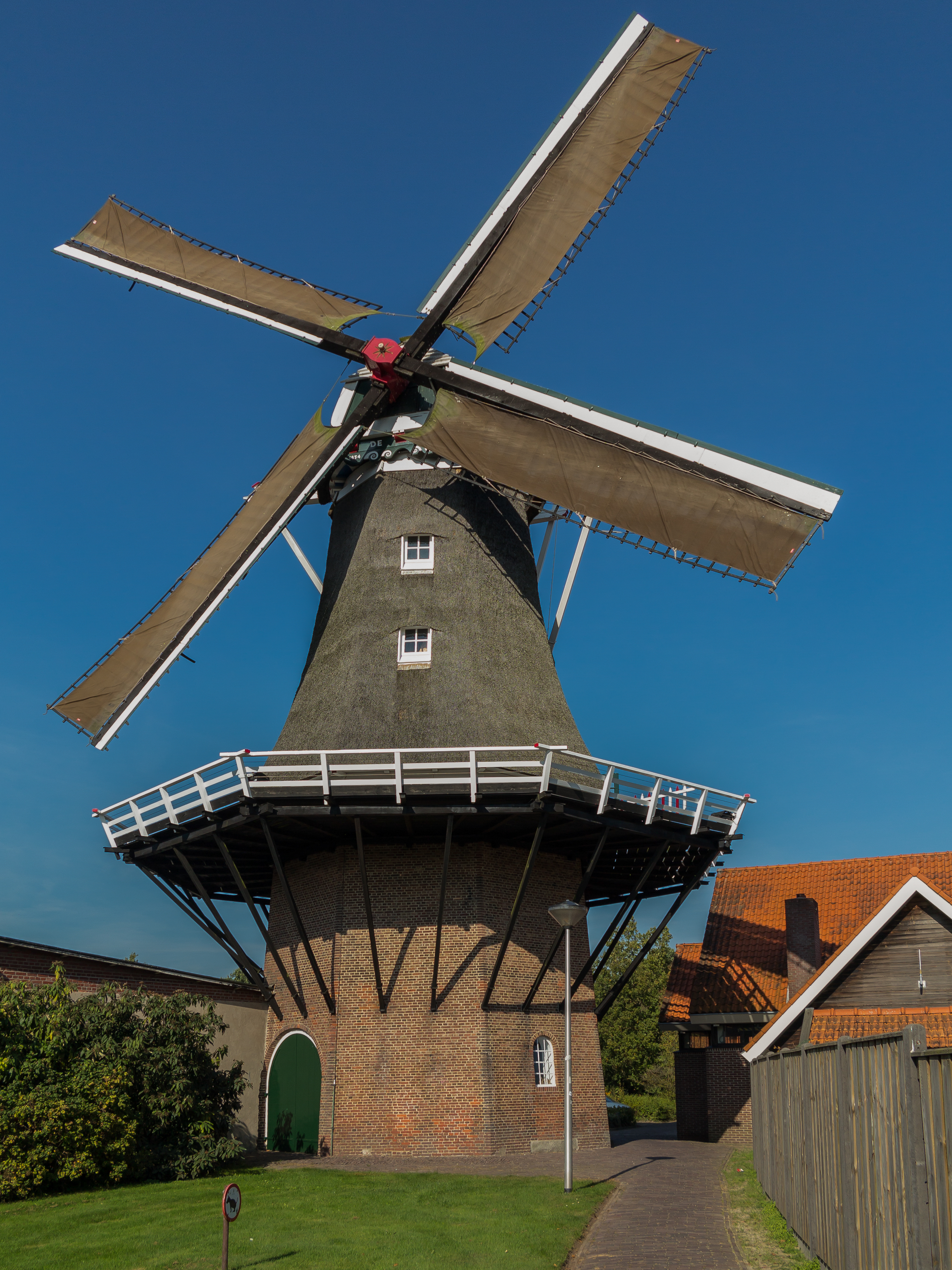
Вітряк у Геллендорні
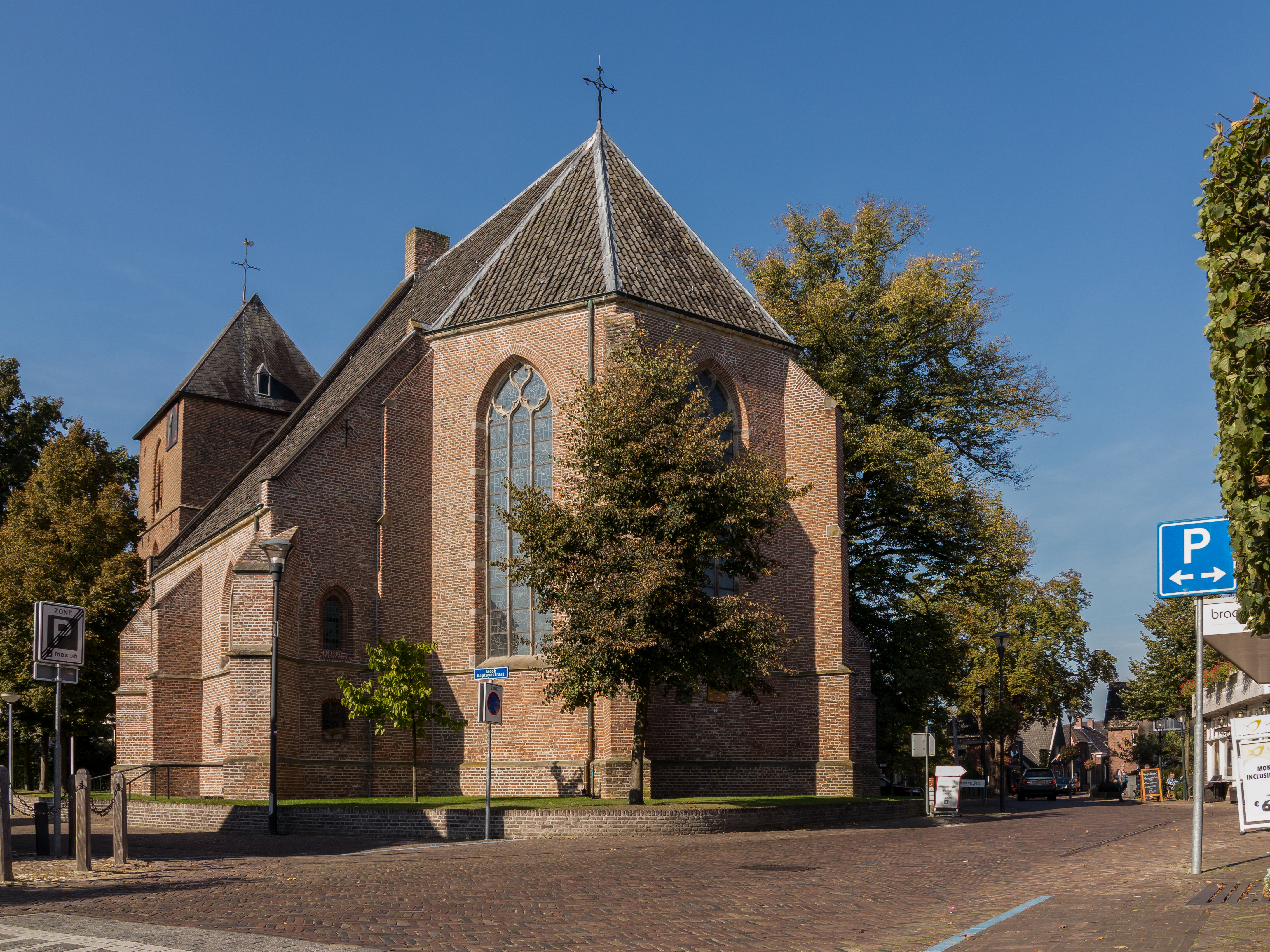
Церква у Геллендорні
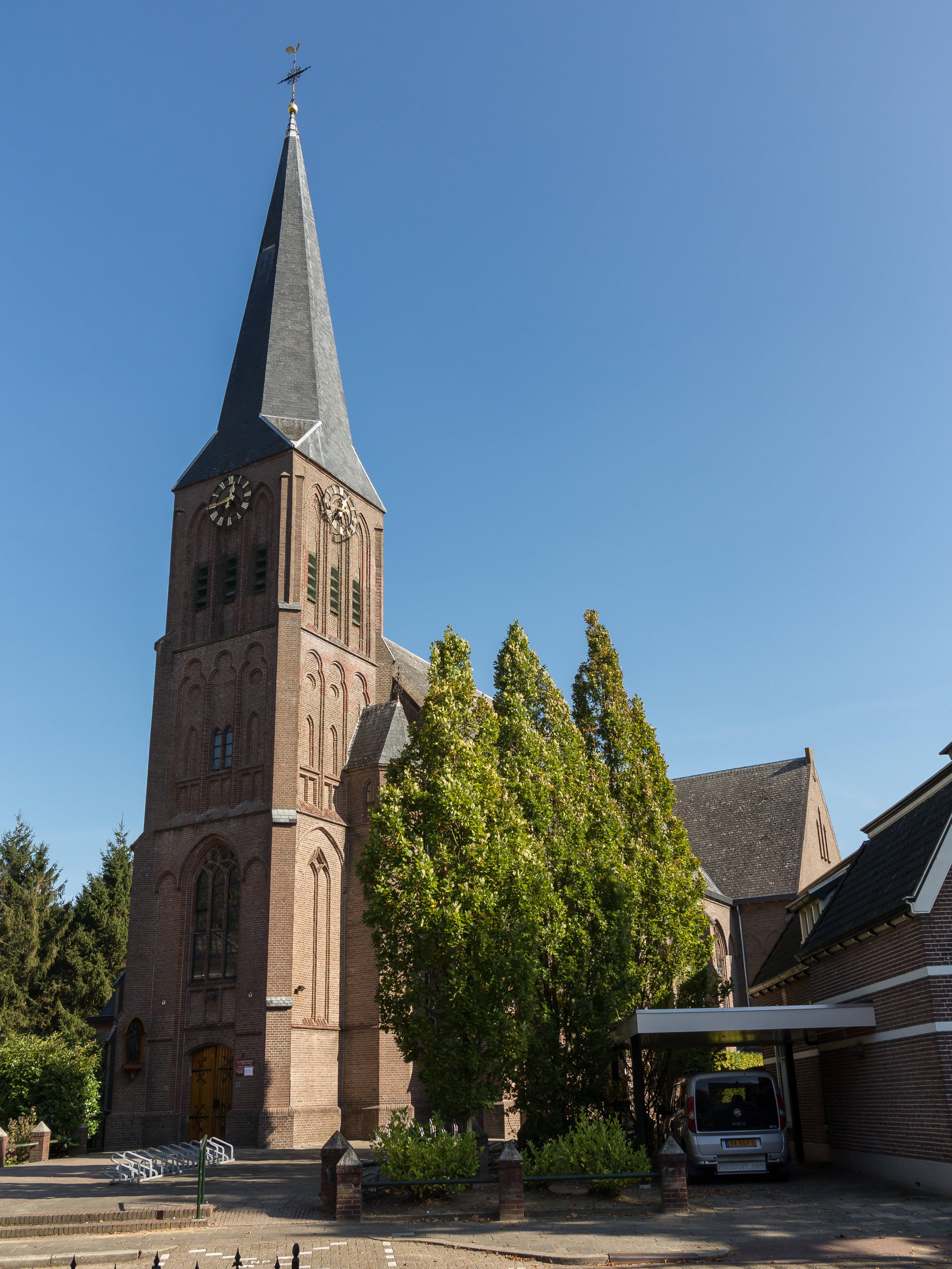
Церква св. Себастьяна
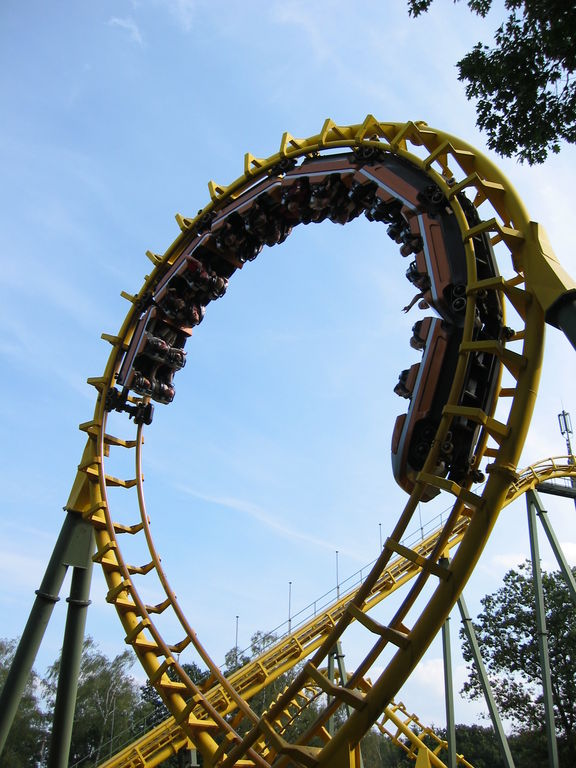
Атракціон у Геллендорні
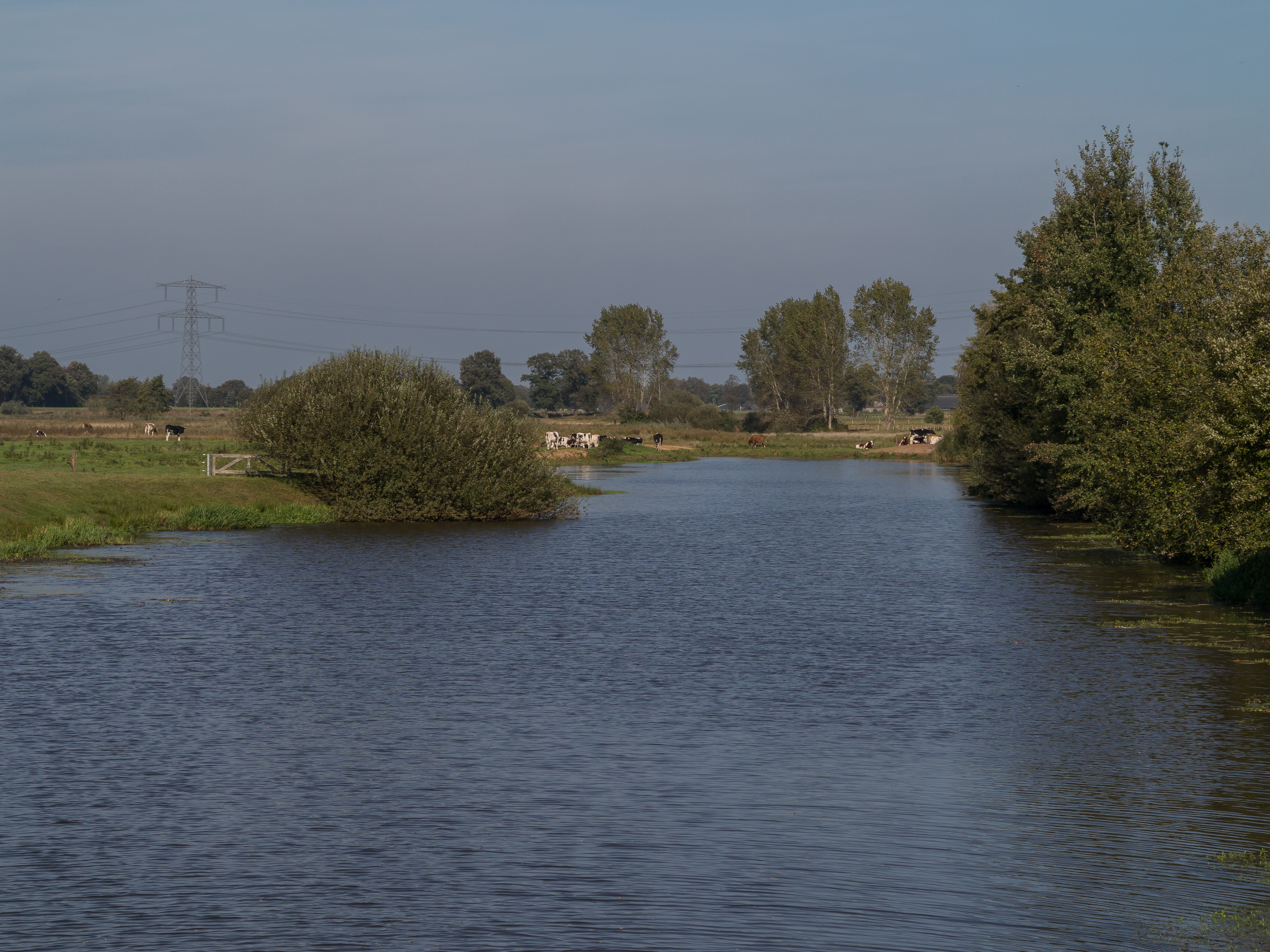
Течія річки Регге між Геллендорном і Дарле
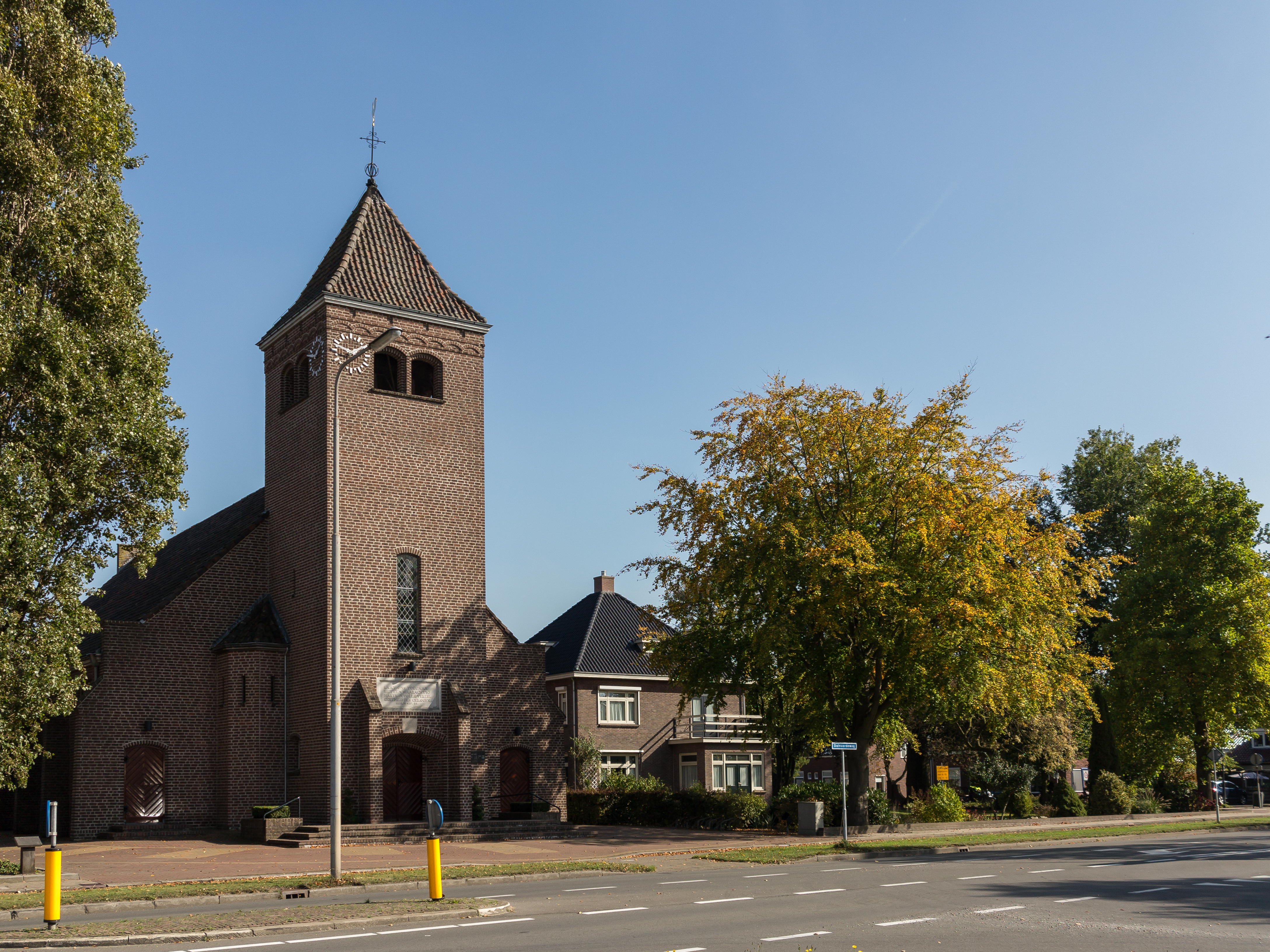
Реформистська церква в Дарле
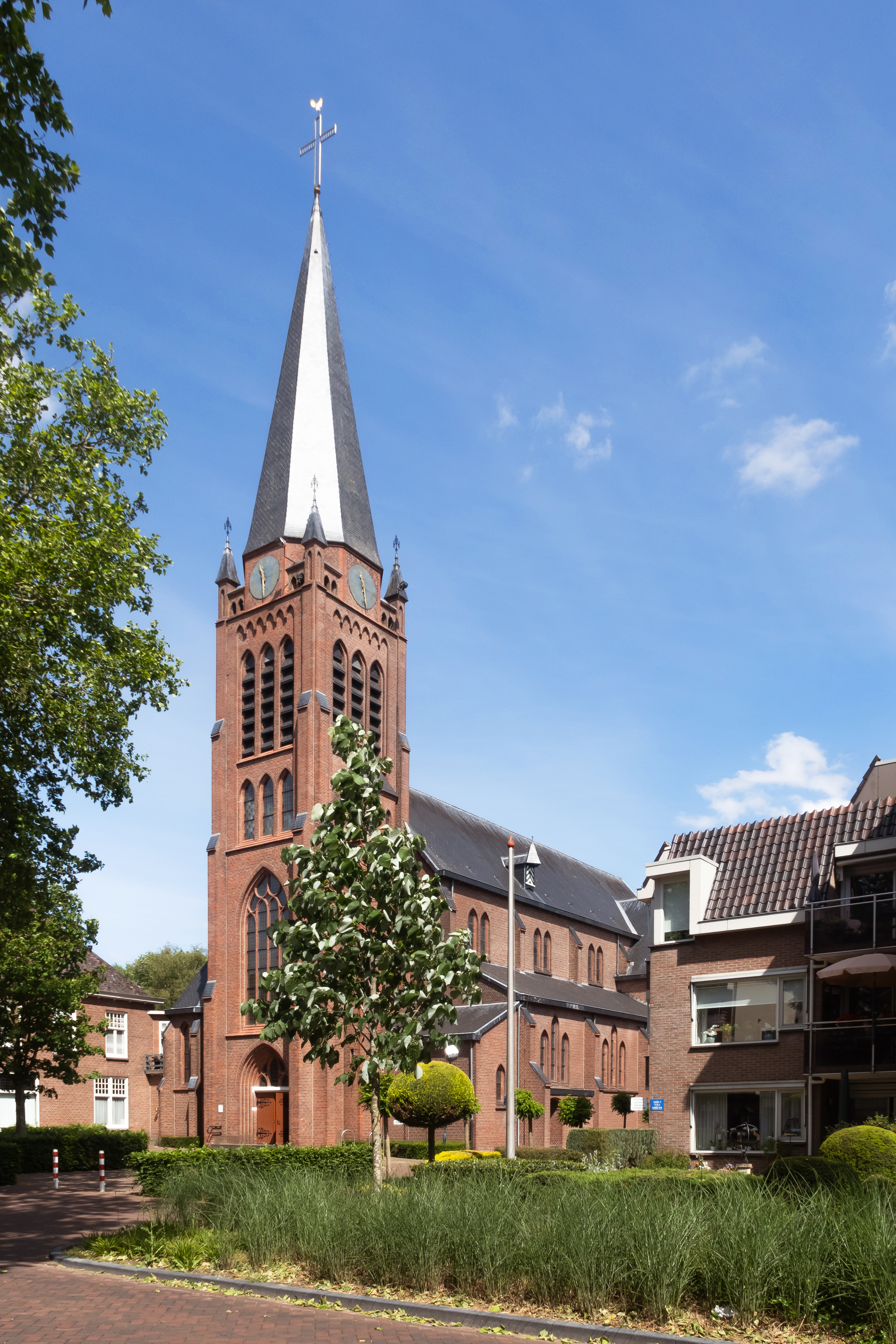
Церква св. Антонія у Найвердалі